# Königstein (Namibia)
Il Königstein  è una montagna dell'Africa, situata in Namibia. Il suo nome in tedesco significa pietra del re.

## Geografia
Il Königstein è la cima più alta del massiccio Brandberg. Con la sua altitudine di 2573 metri s.l.m., rappresenta il punto più elevato del territorio Namibiano. 